# Dannemora distrikt
Dannemora distrikt är ett distrikt i Östhammars kommun och Uppsala län. 
Distriktet ligger i västra delen av kommunen. 

## Tidigare administrativ tillhörighet
Distriktet inrättades 2016 och utgörs av socknen Dannemora i Östhammars kommun.
Området motsvarar den omfattning Dannemora församling hade vid årsskiftet 1999/2000.